# الانتخابات الرئاسية السودانية 1983
أجريت الانتخابات الرئاسية في السودان من 14 إلى 25 أبريل 1983م وكان الرئيس جعفر النميري هو المرشح الوحيد وحصل على 99.6 ٪ من الأصوات.

## النتائج
| خيار                    | الأصوات | ٪    |
| ----------------------- | ------- | ---- |
| جعفر نميري              |         | 99.6 |
| ضد                      |         | 0.4  |
| أصوات غير صالحة / فارغة |         | -    |
| مجموع                   |         | 100  |
| المصدر: Nohlen et al.   |         |      |